# 疏附県
疏附県（そふ-けん、ウイグル語:قەشقەر كونا شەھەر、転写:Qeshqer Kona Sheher）は、中華人民共和国新疆ウイグル自治区カシュガル地区に位置する県。

## 行政区画
4鎮、6郷を管轄：
- 鎮：トックザク鎮（托克扎克鎮）、レンゲル鎮（蘭干鎮）、オグサク鎮（吾庫薩克鎮）、ウパール鎮（烏帕爾鎮）
- 郷：タシミリク郷（塔什米里克郷）、テリム郷（鉄日木郷）、ブラクス郷（布拉克蘇郷）、サイバグ郷（薩依巴格郷）、ゼミン郷（站敏郷）、ムシ郷（木什郷）

## 交通

### 道路
- 国道
  - G314国道

## 事件
2013年12月15日、疏附県で捜査活動中の警察官が襲撃を受け、警察官2人、襲撃側14人が死亡。